# Eugen Beyer
Pour les articles homonymes, voir Beyer.
Eugen Beyer (* 18 février 1882 à Pohrlitz - 25 juillet 1940 à Salzbourg) est un Feldmarschalleutnant autrichien dans les années 1930 et un General der Infanterie qui a servi au sein de la Heer dans la Wehrmacht pendant la Seconde Guerre mondiale.

## Biographie
De 1935 à 1938, Eugen Beyer est commandant de la 6e division dans la Bundesheer stationné à Innsbruck. Après l'Anschluss, il est incorporé dans la Wehrmacht où on lui donne le commandement du XVIII. Armeekorps et du Wehrkreis XVIII, un poste qu'il occupe peu avant sa mort. Il est le plus ancien officier autrichien à être transféré dans l'armée allemande.

## Promotions
| 18 août 1902      | Kadett                       |
| 1er novembre 1903 | Leutnant                     |
| 1er novembre 1909 | Oberleutnant                 |
| 1er mai 1913      | Hauptmann                    |
| 1er novembre 1917 | Major                        |
| 8 juillet 1921    | Oberstleutnant               |
| 1er juin 1924     | Oberst (uniquement le titre) |
| 24 février 1926   | Oberst (avec grade)          |
| 30 septembre 1931 | Generalmajor                 |
| 22 décembre 1936  | Feldmarschalleutnant         |
| 1er avril 1938    | General der Infanterie       |

## Décorations
- Croix de fer (1914)
  - 2e classe
- Croix du jubilé militaire (Autriche) 1848-1908
- Croix du Mérite militaire (Autriche) 3e classe avec décoration de guerres et glaives
- Ordre de la Couronne de fer (Autriche) 3e classe avec décoration de guerres et glaives
- Médaille du mérite militaire (Autriche-Hongrie) (“Signum Laudis”) avec bandee de décorations militaires et avec glaives
  - en Bronze
  - en Argent
- Kriegserinnerungsmedaille (Autriche) avec glaives
- Décoration d'honneur pour services à la République d'Autriche
  - en or
- Croix d'honneur pour combattants 1914-1918

### Source
- (en) Cet article est partiellement ou en totalité issu de l’article de Wikipédia en anglais intitulé « Eugen Beyer » (voir la liste des auteurs).